# Clara Ratzka
Clara Ratzka (* 4. September 1871 als Amalie Wilhelmine Klara Ernst in Hamm; † 3. November 1928 in Berlin) war eine deutsche Schriftstellerin. Sie verfasste unter anderem Romane, Gedichte und Reiseberichte und war eine wichtige Figur der Berliner Kulturszene zu Beginn des 20. Jahrhunderts.

## Biografie

### Jugend und erste Ehe
Clara Ratzka kam als drittes der fünf Kinder von Joseph Ernst und seiner Ehefrau Franziska, geborene Boese, zur Welt. Ihr Vater war Generaldirektor des Eisenwerks „Westfälische Union“ in Hamm. Als er durch ein schweres Nervenleiden berufsunfähig wurde, zog die Familie erst nach Lippstadt, 1877 dann nach Münster um. Hier besuchte Clara – nach Aussage ihrer Geschwister ein intelligentes, fantasievolles und draufgängerisches Mädchen – die Domschule und die Höhere Töchterschule. Anschließend schickten ihre Eltern sie ins Kloster Marienthal, ein Internat der Borromäerinnen im niederländischen Groesbeek bei Nijmegen. Dort absolvierte sie ab 1886 eine dreijährige Lehrerinnenausbildung.
Nach bestandenem Examen in Koblenz kehrte sie 1890 nach Münster zurück. Ihre Eltern erlaubten ihr aber nicht, ihren Beruf auszuüben. Auch ihr Vorhaben, Malerin zu werden, scheiterte am Widerstand der Eltern. Später schrieb sie im Rückblick auf diese Zeit: „In mir war ein Motor, ich wollte etwas werden – eine Künstlerin. Und gerade das war völlig verpönt. Bis zu meinem dreißigsten Jahr durfte ich gar nichts selbständig tun.“ Also führte sie ihrer Mutter den Haushalt und nahm am geselligen und künstlerischen Leben Münsters teil.
1894 heiratete sie, wahrscheinlich von den Eltern veranlasst, den Großindustriellen Clemens Linzen aus Unna, mit dem sie eine wenig glückliche Ehe führte. Zum einen erwies sich ihr Mann als notorischer Ehebrecher und zeigte zudem nur geringes Interesse an ihren künstlerischen Ambitionen. Zum anderen fühlte sich Ratzka in der Welt der Geschäftsleute und Fabrikanten unwohl und wollte sich nicht mit den traditionellen Aufgaben einer Ehefrau zufriedengeben. Auch die Geburt von Tochter Vera (1895) änderte daran nichts. Nach acht Jahren trennte sie sich 1900 von ihrem Mann und zog – gegen den Willen ihrer Familie – mit ihrem Kind nach Berlin. 1910 wurde die Ehe schließlich geschieden.

### Emanzipation und zweite Ehe
In Berlin entwickelte die finanziell unabhängige, allein erziehende Mutter zunächst ein lebhaftes Interesse an der gerade aufkommenden Frauenbewegung. Sie engagierte sich im „Verband fortschrittlicher Frauenvereine“ und gab zeitweise die Zeitung Korrespondenz Frauenfragen heraus. Parallel dazu begann sie, sich weiterzubilden, und studierte ab 1906 Nationalökonomie, Literatur und Philosophie. Als eine der ersten Frauen Deutschlands promovierte sie 1912 in Tübingen zur Dr. rer. pol. in den Fächern Staats- und Volkswirtschaft sowie Finanzwissenschaft. In ihrer Doktorarbeit beschäftigte sie sich mit dem Thema Welthandelsartikel und ihre Preise.
Am 21. März 1911 heiratete Ratzka in Berlin-Schöneberg den ungarischen Künstler Arthur Ludwig Ratzka, einen bekannten Berliner Porträtmaler, und zog mit ihm nach Berlin-Wilmersdorf. An seiner Seite tauchte sie ins kulturelle Leben der brodelnden Reichshauptstadt ein. Die Kontakte zu Malern, Musikern und Literaten erschlossen ihr ein neues Lebensumfeld, das sie schließlich selbst zur Schriftstellerei brachte. Das Ehepaar Ratzka ging häufig auf ausgedehnte Reisen, die sie unter anderem in die Schweiz, nach Italien, Litauen und Finnland führten; später bereiste Ratzka die entferntesten Winkel der Welt. Von dort schickte sie zwischen 1910 und 1928 unzählige Reiseberichte nach Deutschland, die in vielen Tageszeitungen veröffentlicht wurden.
Ihren ersten Roman Blaue Adria schrieb Ratzka während des Ersten Weltkriegs im Anschluss an eine Italien-Reise. Damit begann eine Phase intensiver literarischer Tätigkeit: Während der fast zehn Jahre dauernden Ehe mit Ratzka stellte sie zwei Romane im Jahr fertig. Ihr Ehemann übernahm das Lektorat und kümmerte sich um die Veröffentlichung ihrer Bücher. Ihre Themen fand Clara Ratzka in den sozialen Realitäten ihrer Zeit sowie in den Erfahrungen ihres eigenen Lebens. So warf sie in Familie Brake (1919) – ähnlich wie Thomas Mann in Buddenbrooks – einen kritischen und zugleich liebevollen Blick auf eine großbürgerliche Familie des beginnenden 20. Jahrhunderts.

### Durchbruch und dritte Ehe
Spätestens mit diesem Roman gelang Ratzka der schriftstellerische Durchbruch. Sie avancierte zu einer der meistgelesenen deutschen Autorinnen der 1920er Jahre. Renommierte Verlage wie Ullstein und die Deutsche Verlagsanstalt verlegten ihre Werke, zum Teil in zehntausendfacher Auflage. Zwei davon wurden sogar kurz nach ihrem Erscheinen fürs Kino verfilmt: Die grüne Manuela (1923) und Das Bekenntnis (als Rutschbahn, 1928, mit Heinrich George). Weil vor allem in Ratzkas Romanen immer wieder starke Frauengestalten eine zentrale Rolle spielen, wurde sie als „Dichterin der Frauenschicksale“ bekannt.
Nach der Scheidung von Arthur Ludwig Ratzka heiratete Clara 1922 einen Studienfreund, den promovierten Juristen und Diplomaten Ernst Wendler. Mit ihm lebte sie ab 1923 mehrere Jahre in London, in Paris und zuletzt in Berlin-Zehlendorf. 1927 unternahm sie im Auftrag des Berliner Scherl-Verlags mit dem Dampfschiff „Resolute“ eine Weltreise. In deren Verlauf besuchte sie auch ihren zweiten Ehemann, der mittlerweile in New York lebte und weiterhin ihre Manuskripte betreute.

### Tod und Wiederentdeckung
Im Alter von 57 Jahren nahm sich Clara Ratzka am 3. November 1928 in Berlin das Leben. Ihre letzte Ruhestätte fand sie in einem Urnengrab auf dem Südwestkirchhof Stahnsdorf im Block Charlottenburg, Gartenblock II. Der genaue Ort ihres Grabes wurde im Jahr 2001 von Frau A. Brechmann im Auftrag einiger Mitglieder der damals in Münster ansässigen literarischen Gesellschaft, die den Namen Clara Ratzkas führte, ermittelt. Noch bis in die 1950er Jahre hinein wurden ihre Werke neu aufgelegt. Danach geriet sie zunehmend in Vergessenheit. Erst seit 1998 engagiert sich die Clara-Ratzka-Gesellschaft, die zum 70. Todestag der Schriftstellerin in Münster gegründet wurde, für die Erforschung ihres Nachlasses und eine Wiederveröffentlichung ihrer vergriffenen Bücher. 2000 erschien als erster Roman Familie Brake in einer Neuauflage im münsterischen Agenda Verlag. 2002 arbeitete der WDR den Stoff zu einem zweistündigen Hörspiel um, unter anderem mit Marianne Rogée und Martin Böttcher.

## Romane und Gedichtbände (Auswahl)
- Blaue Adria. Eine Symphonie der Jugend. 1916.
- Der letzte Freund. 1917.
- Urte Kalwis. 1917.
- Die Gasse. 1918.
- Die grüne Manuela. 1919.
- Familie Brake. 1919.
- Der Erbe. 1920.
- Die Sieben und ihr Weg. 1921.
- Frau Doldersum und ihre Töchter. 1921.
- Sie, die ich nicht kenne. Krause Geschichten um die schöne Yvonne. 1921.
- Die Rätsel von Odry. 1922.
- Die Fackelträger. 1922.
- Renate im Irrgarten. 1923.
- Die Venus von Syracus. 1924.
- Das Bekenntnis, 1926
- Die dunklen Ellerbroks. 1927.
- Im Zeichen der Jungfrauen. 1929.
- Das Spiel um Jolande. 1929.

- Clara Ratzka Lesebuch. Zusammengestellt und mit einem Nachwort von Jutta Balster, Nylands Kleine Westfälische Bibliothek Band 22, Bielefeld: Aisthesis 2011. ISBN 978-3-89528-809-8

## Verfilmungen
- 1923: Die grüne Manuela (nach dem gleichnamigen Roman)